# Kivisaaret (ö i Södra Savolax)
Kivisaaret är en ö i Finland. Den ligger i sjön Puula och i kommunen Kangasniemi i den ekonomiska regionen  S:t Michel och landskapet Södra Savolax, i den södra delen av landet, 210 km norr om huvudstaden Helsingfors. Öns area är 2,1 hektar och dess största längd är 330 meter i nord-sydlig riktning.  Notera att namnet antyder att det är fråga om flera öar.